# Ювента (театр)
Теа́тр «Юве́нта» — молодёжный театр Санкт-Петербурга. Основан в 1998 году как студия и в 2002 году открыт как театр на базе Российского государственного педагогического университета имени А. И. Герцена. С ноября 2011 года выступает на различных сценических площадках Санкт-Петербурга.

## История театра
Театр «Ювента» был основан 25 апреля 2002 года на базе Центра творческого развития и досуга студентов РГПУ имени А. И. Герцена (сейчас Студенческий дворец культуры). Эта дата связана с премьерным показом первого спектакля театра «Вот тебе и Гамлет…», в основу которого легли произведения Леонида Филатова («Любовь к трём апельсинам») и Музы Павловой («Из жизни одного принца», «Гамлет», «Балаган на площади»).
К тому моменту у молодого коллектива и его художественного руководителя Виктора Николаева сформировалась стойкая потребность говорить со зрителем на серьёзные, волнующие любого думающего человека темы. Персонажами первого спектакля стали цивилизованные «дикари», чьи примитивные инстинкты вырываются на свободу под воздействием современной массовой культуры. Имя «Гамлет» в названии мюзикла послужило поводом для разговора о месте массовой культуры в современном обществе. Спектакль вызвал большой интерес в молодёжной аудитории.

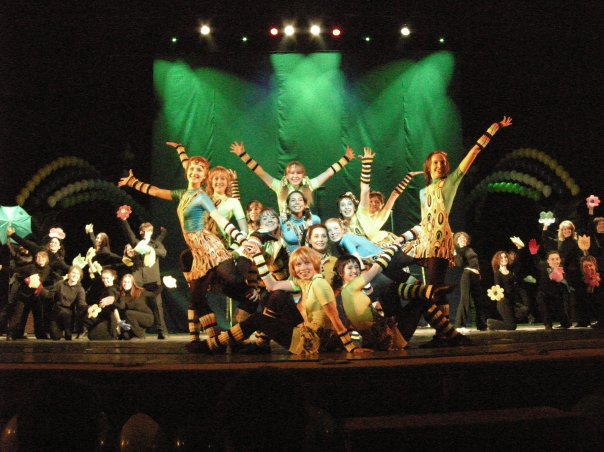
День университета — 2007

Успех первой постановки вдохновил режиссёра на создание нового синтетического спектакля «День подлинной свободы», соединившего в себе глубокую идею, танец, пантомиму, музыку и слово. Его премьера состоялась 25 мая 2004 года. Благодаря мюзиклу «День подлинной свободы» театр «Ювента» стал коллективным членом международной театральной ассоциации AITA и получил приглашение принять участие в национальной театральной премии «Золотая маска».
Стремление познакомиться с другими творческими коллективами привело актеров театра «Ювента» к идее организовать фестиваль молодёжных театров. Так появился «Новый взгляд-2005». В Санкт-Петербург приехали театры из двенадцати городов России. В 2007 году фестиваль приобрёл звание международного. Завязались новые знакомства и творческие контакты. Актёры театра начали активно гастролировать: участие в 3-м Московском международном фестивале студенческих театров, мастер-классы в рамках российско-германского проекта в городе Веймаре, участие в XII открытом фестивале студенческих и молодёжных театров России «Равноденствие 2008» в Калининграде, участие в V международном фестивале любительских театров «Балтийский берег-2011» в Таллине, и специальный приз «За лучший актёрский ансамбль».
Параллельно с гастролями театр работал над созданием третьего спектакля «Симфония огня» по мотивам романа Рэя Брэдбери «451 градус по Фаренгейту». Наряду с обычными показами мюзикл «Симфония огня» был представлен в ряде проектов: международный форум «Молодёжь и общество навстречу друг другу», всероссийская педагогическая олимпиада аспирантов, международный «Санкт-Петербургский книжный салон».
Очередным откровением театра стал спектакль «Как я ловил человечков, прыгая на шесть метров, в черном пальто», рождённый из экзаменационных режиссёрских работ актеров театра. Его премьера состоялась 2 декабря 2008 года.
На данный момент[когда?] в репертуаре театра «Ювента» четыре спектакля, которые до сентября 2011 года регулярно проходили на сцене Колонного зала РГПУ имени А. И. Герцена.
Помимо показов спектаклей к основной деятельности театра «Ювента» относится организация творческой жизни университета: День знаний, ежегодный конкурс «Первокурсник», межфакультетский фестиваль «Эхо весны», новогодние представления для детей сотрудников университета, День университета. Также коллектив театра принимает активное участие в городских благотворительных акциях и мероприятиях: проведение мастер-класса в рамках творческо-образовательного фестиваля «РазБеГ — Развитие Без Границ» для учащихся с ограниченными возможностями (2009); организация и проведение благотворительной акции «Синдром доброты», приуроченной к Международному дню человека с синдромом Дауна (2010, 2011).

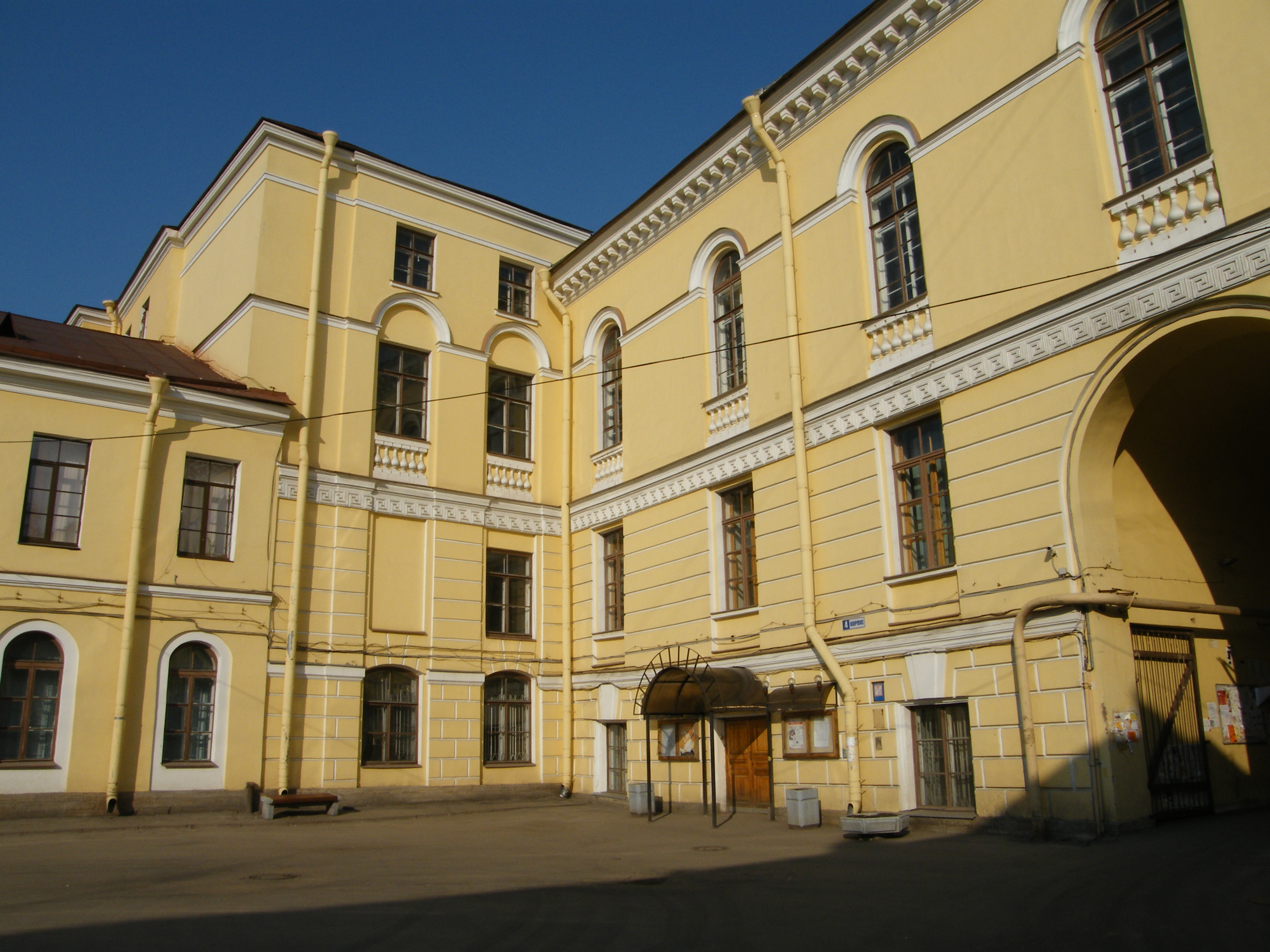
Здание Клуба РГПУ им. А. И. Герцена

В сентябре из-за проводимой творческой политики Театр «Ювента» оказывается вынужден покинуть стены Университета, ввиду невозможности более существовать в создавшихся условиях. Набор в театр был отменён, курсовое обучение и проведение множества запланированных мероприятий оказались под вопросом.

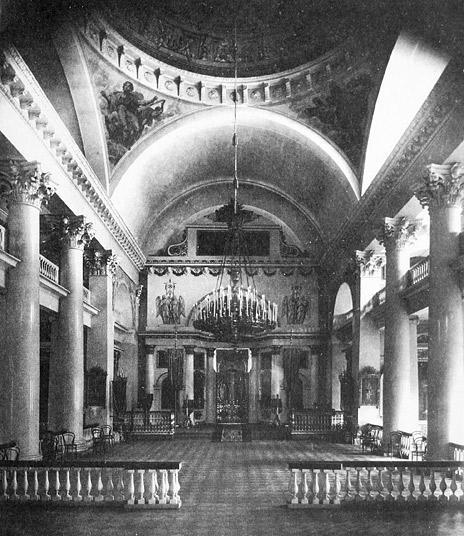
Интерьер церкви. 1890-е гг.

### Здание
Здание Клуба Герценовского университета было построено по проекту архитектора Д. И. Квадри, а после его смерти П. С. Плавовым в 1829—1834 гг. как Церковь Покрова Пресвятой Богородицы Николаевского сиротского института.
Трёхэтажное отдельно стоящее здание церкви соединялось с главным корпусом переходом. Зал украшен колоннами и пилястрами коринфского ордера, облицован искусственным мрамором. Именно П. С. Плавов изменил первоначальный проект и разработал отделку двусветного зала.
В 1918 году весь комплекс зданий Николаевского сиротского института передан Педагогическому институту (в настоящее время РГПУ им. А. И. Герцена. Церковь была перестроена под Колонный зал клуба.
До сентября 2011 года Колонный зал — основная сценическая площадка Театра «Ювента». Осенью 2011 года новой площадкой театра «Ювента» стал Новый театр «АЛЕКО» под руководством Алексея Козырева. На сегодняшний день театр выступает на многих городских площадках.

## Репертуар театра

### День подлинной свободы

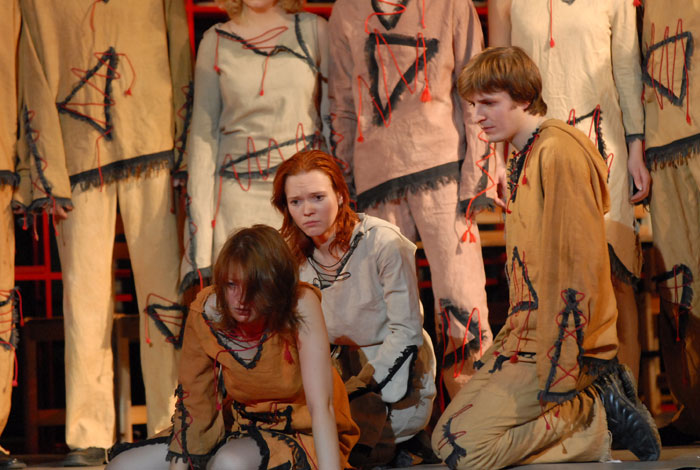
Мюзикл «День подлинной свободы»

Спектакль впервые был показан в 2004 году. Его сценической основой стали малоизвестная повесть писателя-шестидесятника Ю. М. Даниэля «Говорит Москва» и знаменитая «маленькая трагедия» А. С. Пушкина «Пир во время чумы».
Антиутопический и фантасмагорический сюжет спектакля дает возможность понять день сегодняшний. Персонажи мюзикла живут в городах, разделенных веками, но они вынуждены искать ответы на одни и те же вопросы. Ощущая «дуновение чумы», они балансируют на тонком лезвии выбора — жизнь или смерть, любовь или ненависть. Смелые режиссёрские находки и оригинальная музыка, современное мультимедийное сопровождение, соединение пластики и слова, глубокая идея и актуальный социокультурный контекст — вот что отличает и выделяет этот спектакль.
В 2006 году мюзикл был показан на 3-м Московском Международном фестивале студенческих театров, а также на 6-м Форуме молодых писателей России, где получил положительные отзывы литераторов и искусствоведов, в том числе лауреатов Букеровской премии Дениса Гуцко и Владимира Маканина.
Благодаря мюзиклу «День подлинной свободы» театр «Ювента» стал коллективным членом международной театральной ассоциации AITA и получил приглашение принять участие в национальной театральной премии «Золотая маска».
Спектакль «День подлинной свободы» входит в основной репертуар театра.

### Симфония огня

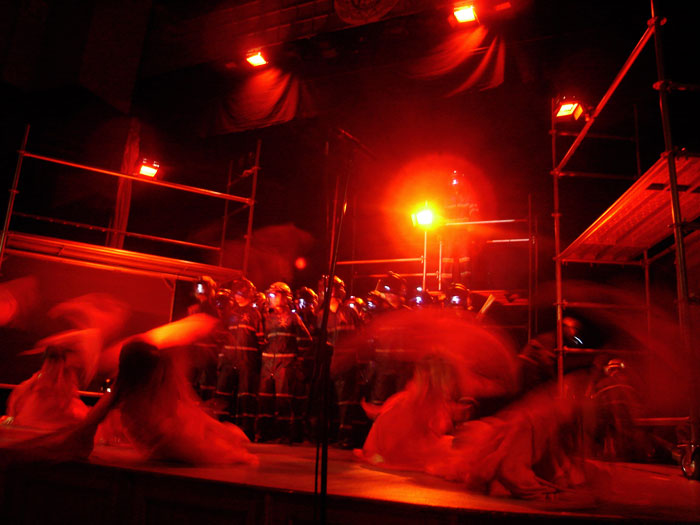
Мюзикл «Симфония огня»

Спектакль «Симфония огня», созданный по мотивам романа Рэя Брэдбери «451 градус по Фаренгейту», впервые был представлен зрителю в рамках Международного фестиваля молодёжных театров «Новый взгляд — 2007».

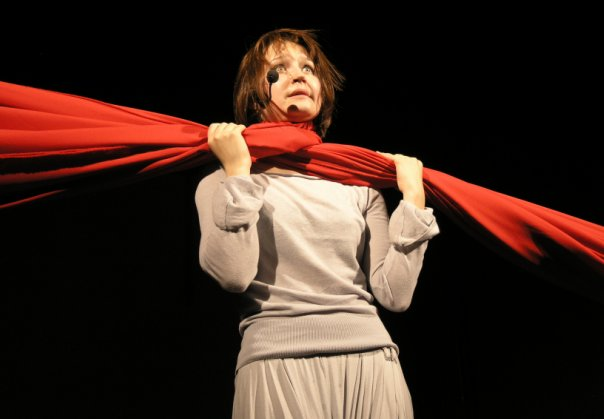
Спектакль «Как я ловил человечков, прыгая на 6 метров в чёрном пальто»

Раздвоенность, противоречивость, катастрофичность нашей жизни заставила коллектив театра обратиться к произведению знаменитого фантаста, рассказывающему об отказе человека будущего от книги и мысли, в ней заключенной, во имя развлечений и спокойного, бездумного существования, уюта без душевного тепла. «Я считаю себя писателем „идей“, — говорит Брэдбери в одном из интервью. — Такая литература впитывает в себя любые идеи: политические, философские, эстетические». Пожалуй, именно эта особенность писателя и привлекла создателей спектакля.
Спектакль, как и предыдущие работы театра, сделан в жанре мюзикла. Музыка порождает ещё один пласт смыслов, помогает глубже проникнуть во внутренний мир персонажей, добавляет красоты и пронзительности в глянцево-приторный мир, созданный режиссёром и актерами на сцене.
Мюзикл «Симфония огня» был показан на XII открытом фестивале студенческих и молодёжных театров России «Равноденствие 2008» в г. Калининграде на сцене Российского государственного университета им. И. Канта и получил приз за лучшее музыкальное оформление и лучший вокальный ансамбль. Также он был представлен в ряде проектов, таких как международный форум «Молодёжь и общество навстречу друг другу», всероссийская педагогическая олимпиада аспирантов, международная выставка-ярмарка «Санкт-Петербургский книжный салон».
В марте 2011 года спектакль участвовал в V международном фестивале любительских театров «Балтийский берег-2011»
Спектакль был отмечен как другими участниками, так и членами жюри, как глубоко современный, острый и по-настоящему актуальный для нынешнего общества. Специальным призом была отмечена труппа театра, как «Лучший актерский ансамбль».
Популярное эстонское русскоязычное радио, медиа-партнёр фестиваля «Радио-4», отметило мюзикл специальным призом, наградив режиссёра-постановщика Виктора Николаева, композитора и автора песен.
Спектакль «Симфония огня» входит в основной репертуар театра.

### Как я ловил человечков, прыгая на 6 метров в чёрном пальто
Премьера спектакля состоялась 2 декабря 2008 года.
Необычному названию сопутствует не менее необычная история создания. Летом того же года на открытом экзамене по режиссуре актёры театра представили несколько моноспектаклей. Некоторые работы оказались столь искренними и пронзительными, что художественному руководителю, Виктору Николаеву, пришла в голову идея «сшить их в единое полотно».
Для театра «Ювента» новый спектакль, поставленный по мотивам рассказов Б. Житкова «Как я ловил человечков», М. Жванецкого «Портрет», «Помолодеть» и Л. Петрушевской «Чёрное пальто», является своеобразным экспериментом: непривычный жанр, молодые режиссёры, всего три человека на сцене. Однако актёрам удалось совместить, казалось бы, абсолютно несовместимые вещи — безудержную фантазию и веру в чудеса ребёнка; размышление об упущенных возможностях зрелого мужчины; отчаянный крик о помощи женщины, балансирующей на краю Этого и Того мира. Детство и зрелость, жизнь и смерть — есть в этих понятиях объединяющее начало. Имя этому началу Человек. «Как я ловил человечков…» — спектакль о людях, которые ищут, думают, стремятся…
Моноспектакль Ксении Пархатской «Чёрное пальто» был показан в рамках Фестиваля Л. Петрушевской в Санкт-Петербурге 7 марта 2009 года.

### Пылепад

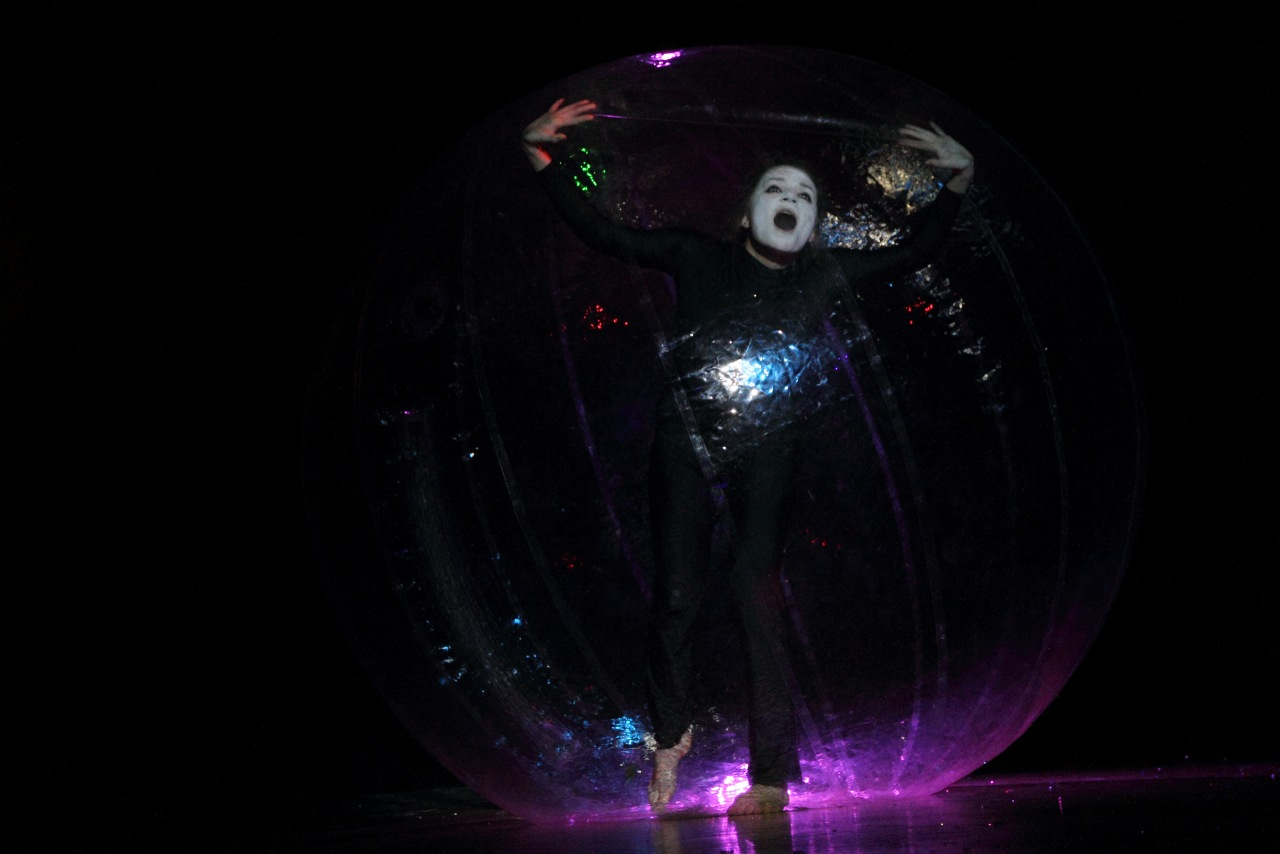
Пластический мим-спектакль «Пылепад»

История создания спектакля началась с образованием в театре творческого объединения «МИ МИнор». Несколько лет актрисы театра, учащиеся и выпускники курса «Режиссура» (педагог — Виктор Николаев) подробно исследовали жанр пантомимы, создавая собственные работы и экспериментируя. 18 декабря 2009 года впервые на сцене театра было представлено яркое и неожиданное представление в жанре пантомимы, необычное и доселе плохо знакомое.
Участники внутритеатрального творческого объединения «МИ МИнор» в течение года при содействии художественного руководителя готовили сценическую версию спектакля. Так в конце 2010 года на суд зрителей была представлена очередная предпремьера спектакля. Непосредственно после показа прошло бурное обсуждение спектакля со зрителями. Постановка, выполненная в жанре пантомимы, неуклонно набирала обороты, находила новые краски и наполнялась глубоким внутренним смыслом.
18 марта 2011 года состоялась Премьера пластического мим-спектакля «Пылепад».
Спектакль совместил в себе пантомиму, драматическое начало и выразительную пластику тела. Он строится из, казалось бы, разрозненных жизненных эпизодов, но все они сплетены воедино персонажами, их мыслями и стремлениями.
Своё повествование без слов ведут со сцены четыре актёра-мима.
Спектакли театра «Ювента» получили заинтересованные отзывы таких известных деятелей российской культуры, как поэтесса И. Лиснянская, академик В. В. Иванов, писательница Л. Улицкая, декан режиссёрского факультета ГИТИСа проф. М. Н. Чумаченко, главный редактор журнала «Коммерсант-Власть» М. Ковальский, многих артистов и режиссёров, педагогов и директоров школ Санкт-Петербурга.

## Труппа
Актёрами театра являются студенты и выпускники РГПУ имени А. И. Герцена и других вузов города. В театре «Ювента» осуществляется обучение по направлениям: актерское мастерство, режиссура, современный танец, эстрадный вокал, история кино, история театра, сценическая речь, ритм.

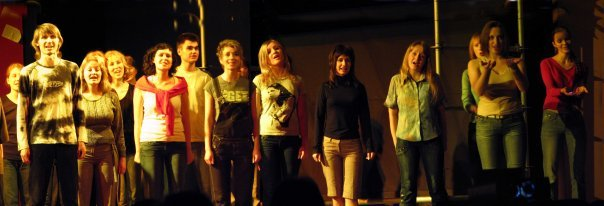

Новый набор в театр производится ежегодно. Пройдя кастинг, зачисленные в течение года изучают актёрское мастерство, сценическую речь, ритм, вокал и танец. В ходе обучения идёт серьёзный «отсев». После года занятий учащиеся зачисляются в основную труппу театра. В 2011 году набор не состоялся ввиду прекращения деятельности театра в стенах РГПУ им. А. И. Герцена.
Каждый актёр имеет возможность проявить себя как на общих занятиях, так и при подготовке праздников к Дню знаний, на ежегодных университетских фестивалях «Первокурсник» и «Весна студенческая», на новогодних ёлках, представляемых для детей сотрудников университета и школ города. Также все актёры, занимающиеся режиссурой, представляют в конце года свои режиссёрские работы: спектакли и моноспектакли.
Театр «Ювента» — В стенах старинных…о файле

## Фестиваль «Новый взгляд»
В 2005 и 2007 годах на базе театра «Ювента» проходил сначала всероссийский, а потом международный фестиваль студенческих и молодёжных театров «Новый взгляд». На фестивале 2005 года театр «Ювента» представил мюзикл «День подлинной свободы», а через два года — мюзикл «Симфония огня».

### «Новый взгляд-2005»
С 11 по 17 ноября 2005 года на базе театра «Ювента» состоялся Фестиваль молодёжных театров России «Новый взгляд-2005». В программу фестиваля вошли лучшие спектакли молодёжных и студенческих театров, выдержавшие строгий предфестивальный отбор. Во время фестиваля проводились открытые обсуждения спектаклей, мастер-классы для актеров и режиссёров, «круглые столы», творческие встречи. Фестиваль имел резонанс в средствах массовой информации, стал значительным событием в культурной жизни не только нашего города, но и всей страны. Участники фестиваля представляли 9 городов России.
Организаторы Фестиваля:

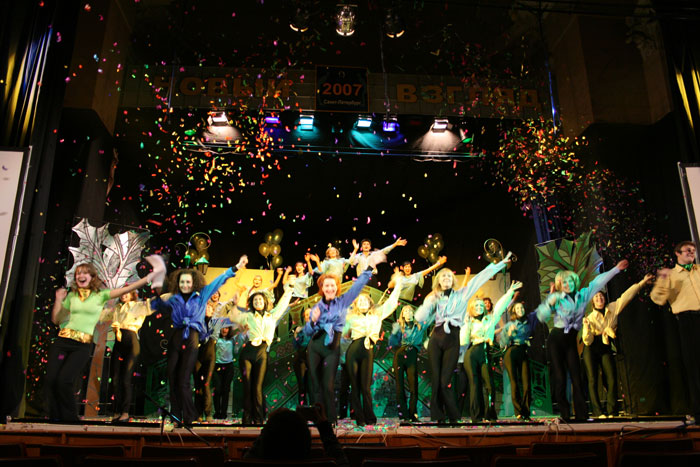
«Новый взгляд-2007». Театр «Ювента». Открытие

- Федеральное агентство по образованию;
- Российский государственный педагогический университет им. А.И. Герцена;
- Союз театральных деятелей Российской Федерации;
- Российский центр Международной театральной ассоциации AITA;
- Комитет по культуре Правительства Санкт-Петербурга;
- Санкт-Петербургское отделение Союза театральных деятелей РФ;
- Администрация Центрального района Санкт-Петербурга.

Жюри фестиваля
- Яак Аллик — член парламента Эстонии, сопредседатель комиссии по культуре, заслуженный деятель искусств Эстонии, театральный критик и режиссёр;
- Тимофей Сополев — декан факультета музыкального театра, доцент кафедры режиссуры РАТИ, актер и режиссёр;
- Марина Дмитревская — театральный критик, главный редактор «Петербургского театрального журнала».

Среди почетных гостей фестиваля — представители Международной театральной ассоциации AITA, деятели культуры и руководители молодёжных театров Германии и стран Балтии.

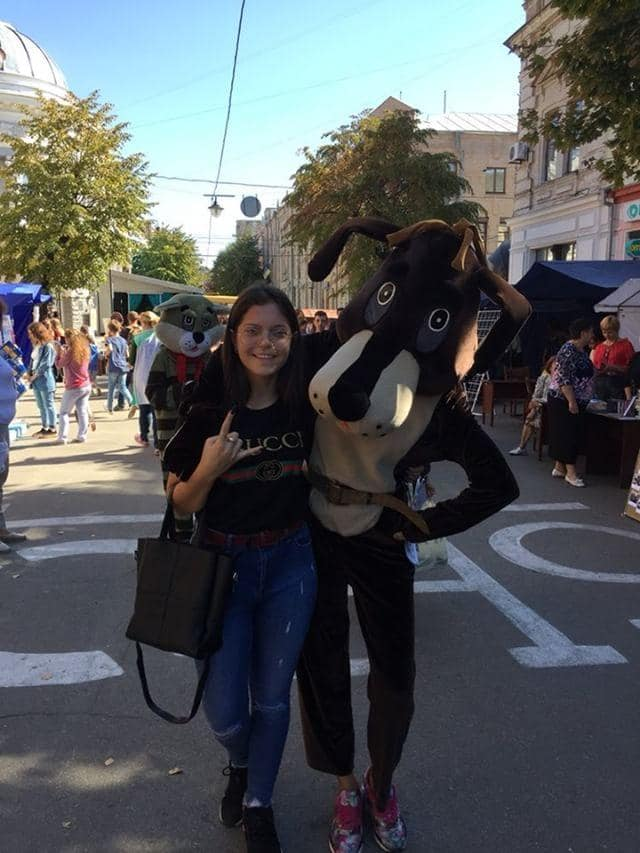
Афиша Международного фестиваля «Новый взгляд-2007»

Лауреатами фестиваля стали спектакли:
- «Счастье моё…» студенческого народного театра ЛМЗ-ВТУЗ, Санкт-Петербург[30];
- «Klinika by the group» студии-театра «Манекен», Челябинск
- «Страсти Пьеровы» театра пантомимы «Мимикрия» ТГИМЭУиП, Тюмень[31]
- «Ящерица» студенческого театра «Сдвиг по фазе» КГЭУб, Казань
- «Бред вдвоем» народного театра «Тандем» ДГУПС, Хабаровск
- «День подлинной свободы» театра «Ювента» РГПУ, Санкт-Петербург

### «Новый взгляд-2007»
Спустя 2 года фестиваль приобрел звание международного. С 11 по 17 ноября 2007 года в Санкт-Петербурге на базе театра «Ювента» прошёл Международный фестиваль студенческих и молодёжных театров «Новый взгляд-2007».
Фестиваль был приурочен к Международному дню студента, отмечаемому в ноябре. В течение недели зрителям были представлены лучшие постановки театров, прошедших предварительный конкурс отборочной комиссии фестиваля. На театральных площадках Санкт-Петербурга выступали студенты из Чехии, Бельгии, Финляндии, Ирландии, Германии и России. Одним из сюрпризов фестиваля стал совместный российско-германский проект, над которым в течение года работал творческий союз театра «Ювента» и молодёжного театра-студии из г.Веймара.
Любопытные экспериментальные находки некоторых творческих коллективов покорили не только публику, но и получили отличные отзывы профессионального театрального жюри. В числе таких театров новаторов был отмечен театр «Ювента».
Организаторы Фестиваля:
- Федеральное агентство по образованию;
- Российский государственный педагогический университет им. А.И. Герцена;
- Союз театральных деятелей Российской Федерации;
- Российский центр Международной Ассоциации любительских театров России (AITA);
- Санкт-Петербургское отделение Союза театральных деятелей;
- Администрация Санкт-Петербурга
- Комитет по делам молодёжи и взаимодействию с общественными организациями Санкт-Петербурга;

Жюри фестиваля:
- Михаил Чумаченко — председатель жюри, профессор кафедры режиссуры РАТИ/ГИТИС, вице-президент АИТА (Российский центр международной ассоциации любительских театров), руководитель Русского театра в Эстонии (Таллин), режиссёр;
- Евгения Тропп — театральный критик, редактор «Петербургского театрального журнала»;
- Олег Снопков — доцент кафедры сценической пластики РАТИ/ГИТИС, член Профессиональной Ассоциации Каскадеров России.

Среди почетных гостей фестиваля — представители Международной театральной ассоциации АИТА, деятели культуры и руководители молодёжных театров.
Лауреатами фестиваля стали:
- Театр-студия «Коллаж» Саратовского государственного университета. Музыкальный спектакль: «Загляни за дверь»[34].
- Театр «DRAMSOC» (Ирландия, г. Дублин). Спектакль: «Финн Маккул».
- Театр «V.A.D. Kladno» (Чехия, г. Кладно). Спектакль: «Rozmarne leto».
- Театр-цирк «Uusi Maailma» («Новый мир»), (Финляндия, г. Ювяскюля). Невербальный спектакль «KUUMU».
- Студия-театр «Манекен» Южно-Уральского государственного университета (Челябинск). Спектакль: «Сказки женщин», импровизации на тему.
- Театр «im stellwerk» (Германия, г. Веймар). Спектакль: «Fahrenheit 451».
- «Новый Студенческий Театр» Тамбовского государственного университета имени Г. Р. Державина. Спектакль: «Иисус».
- Театр пантомимы «Мимикрия» Тюменского государственного института мировой экономики, управления и права. Спектакль: сказка для взрослых «Тень».
- Театр «Ювента» Российского государственного педагогического университета им. А. И. Герцена (Санкт-Петербург). Спектакль: «Симфония огня».